# Lei Irnitana

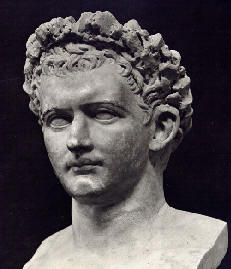
Busto do imperador Domiciano, autor da carta no final das tabuletas.

Lei Irnitana (em latim: lex Irnitana) é uma colecção de 6 tabuletas de bronze que contêm fragmentos das leis municipais romanas. Foram descobertas em 1981 perto de El Saucejo, em Espanha. Juntamente com a Lei Salpensana e a Lei Malacitana, providenciam a mais completa versão da lex Flavia municipalis, ou lei municipal flaviana.
As tabuletas estão em exibição no Museu Arqueológico de Sevilha. Sendo que as tabuletas providenciam a unica "copia" conhecida até à data das leis municipais flavianas, ela têm sido extremamente importantes ao permitir que se estude uma nova visão da lei e o direito municipal romano.

## Descrição
As tabuletas são 57.5 por 91.5 centímetros e têm cada uma três orifícios no topo e três em baixo para que sejam ficadas na fachada de um edifício oficial a uma altura que permitisse a todos ler as tabuletas, conforme o artigo 95. No total, elas teriam um comprimento de 9 metros. As letras mediam entre 4 a 6 milímetros.
As 6 tabuletas estão numeradas III, V, VII, VIII, IX e X. Fragmentos da tabuleta numero II foram posteriormente descobertos. Um Sanctio, uma menção legal, na tabuleta X, mostra que é a ultima tabuleta deste conjunto. Cada uma das placas consiste em 3 colunas de texto. Contêm 96 artigos, um adendo e uma carta de Domiciano. Os artigos não estão numerados mas estão marcados com uma rubrica, seguida de uma breve descrição. Juntamente com outros achados, é possível fazer uma reconstrução de grande parte da obra original, com a excepção de 13 pontos no final da tabuleta V.

## Datação
A carta que está incluída no fim das tabuletas providenciam duas datas para o texto: Litterae datae IIII idus Apriles Circeis recitatae V idus Domitianas, que remete para o dia 10 de Abril e a sua leitura aos cidadãos no dia 11 de Outubro, no ano de 91 d.C., e é consistente com a implementação do direito romano em Bética.

## Conteúdo
O texto lida com as competências dos duúnviros, edis e questores, regula o decurião, a nomeação dos guardiões e regula a relação entre patrono cliente, trata da aquisição dos direitos civis romanos pelos magistrados, incluindo a criação de cultos, rituais, calendários, jogos e celebrações, que eram considerados um assunto religioso.